# Jan Bedřich Kohl-Severa

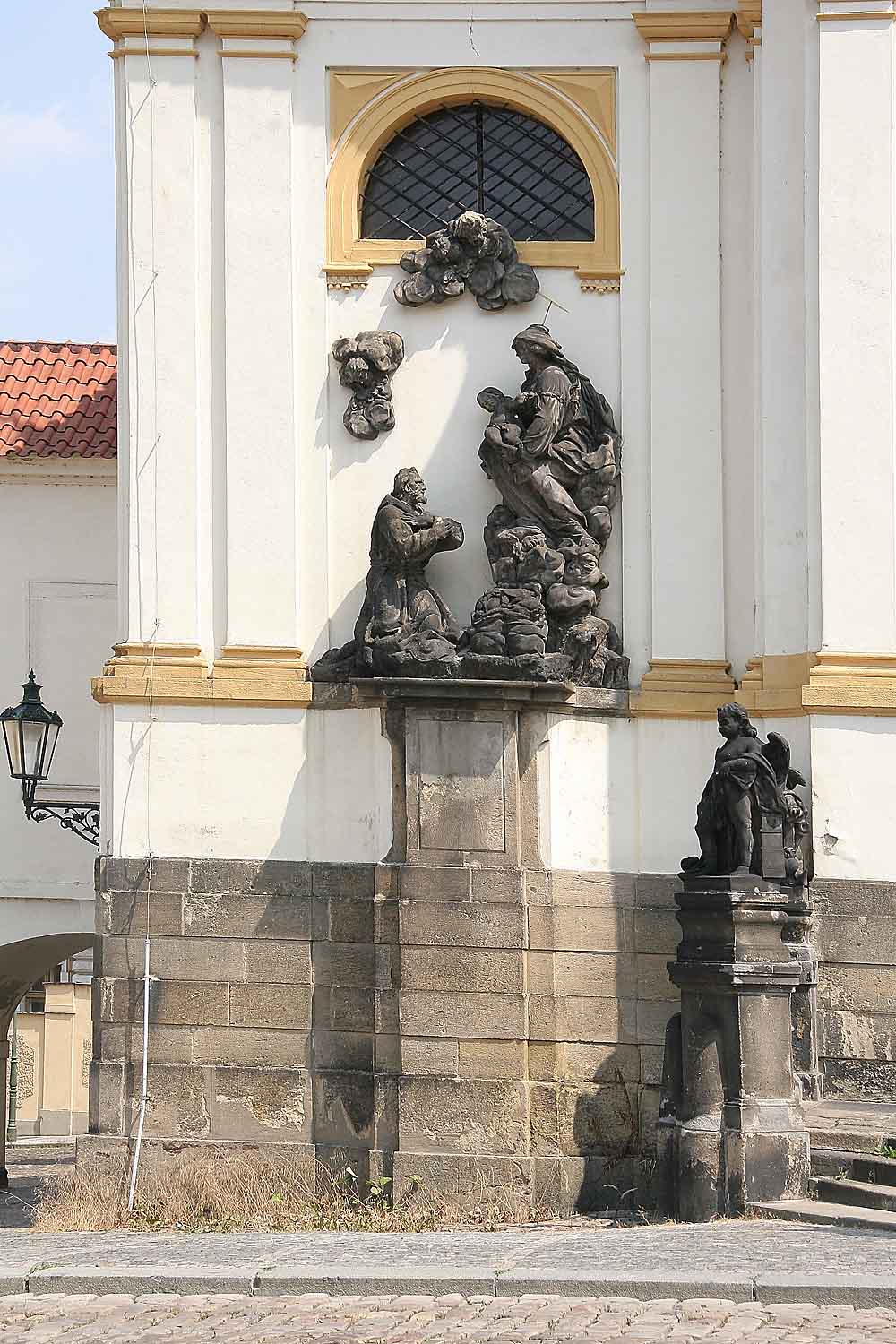
Sv. Felix před Madonou, Loreta

Jan Bedřich Kohl-Severa (1681 Praha – 1736 Praha) byl pražský sochař vrcholného baroka.

## Život
Vyučil se u otčíma Jeronýma Kohla, se kterým pracoval v Kuksu a později zde sám vytvořil sousoší Zvěstování Panny Marie na průčelí kostela. Dále je autorem sousoší sv. Felixe z Cantalice s Madonou a snad i sv. Jana Nepomuckého na průčelí pražské Lorety. Ve sbírkách Národní galerie je také Kohlův velký dřevěný krucifix.